# Jihotyrolská lidová strana
Jihotyrolská lidová strana (německy Südtiroler Volkspartei, zkratka SVP) je italská regionální politická strana působící v autonomní provincii Jižní Tyrolsko. Od svého založení roku 1945 reprezentuje německojazyčnou a ladinskojazyčnou většinu (přibližně 70-75 procent populace). V provincii je naprosto dominantní politickou stranou.
V letech těsně po druhé světové válce fakticky prosazovala připojení k Rakousku, později se ale od těchto stanovisek distancovala. Nyní prosazuje širokou autonomii a chce být umírněnou stranou, odproštěnou od extrémních postojů.

## Historie
Území Jižního Tyrolska připadlo roku 1919 Saintgermainskou smlouvou Itálii. Na novém teritoriu nicméně naprostá většina obyvatel mluvila německy (v současnosti se jedná asi o 70%). V létech po připojení k Itálii hájilo zájmy tyrolských Němců uskupení Deutsche Verband. Za fašistického režimu ale byla demokratická činnost potlačena.
V květnu 1945, poté, co území Jižního Tyrolska osvobodila spojenecká vojska, založil podnikatel Erich Ammon Jihotyrolskou lidovou stranu jako novou reprezentantku německé a ladinské menšiny. Ammonova skupina pocházela z antifašistického prostředí tzv. dableiberů, neboli jihotyrolských Němců, kteří ve třicátých letech odmítli nabídku nacistického Německa na emigraci. Nová strana si dala za cíl nejprve vybojovat zpět menšinová práva, která jim byla za Mussoliniho vlády odepřena. To bylo realizováno v roce 1946 dohodou mezi Itálií a Rakouskem. V delším časovém horizontu SVP usilovala o právo na sebeurčení, fakticky tedy připojení k Rakousku nebo nezávislost. Záhy však strana opustila separatismus a zaměřila se na autonomii regionu.
Přijetím ústavního zákona roku 1948 byla vytvořen autonomní region Tridentsko-Horní Adiže/Jižní Tyrolsko, který se skládal ze dvou autonomních provincií Tridentsko a Jižní Tyrolsko. Výsledné správní uspořádání ale jihotyrolské politiky neuspokojilo. Pravomoci provincií totiž byly malé a o podstatných záležitostech rozhodovaly správní orgány celého regionu, ve kterých byli kvůli zcela italskému Tridentsku německojazyční zástupci v menšině.
V padesátých a šedesátých letech Jižní Tyrolsko zažívalo politicky bouřlivé období. Provincii sužovala hospodářská krize, jejíž řešení prostřednictvím transformace ekonomiky Italové v Radě regionu zamítli. Postupně se začaly objevovat odbojové skupiny, jež vedly sabotážní akce proti infrastruktuře (možné bylo i zapojení členů SVP). Kvůli ekonomickým potížím a malým pravomocím provincie organizovala SVP mohutné protesty. Časem také začaly odbojové skupiny sahat k násilí.
Napětí v oblasti se definitivně uvolnilo roku 1972, kdy byly regionu uděleny další pravomoci, a jejich výkon zároveň převážně přenesen na jednotlivé provincie. Od té doby zažívá Jižní Tyrolsko pod vládou SVP ekonomický růst a dnes je jednou z nejbohatších částí Itálie.
Roku 1993 SVP vstoupila do Evropské lidové strany.
Hospodářské problémy italského jihu v letech po krizi 2008 částečně oživily téma samostatnosti, se kterým tehdy koketovali i někteří politici SVP.
Ve volbách do zemského sněmu roku 2013 strana poprvé ztratila absolutní většinu mandátů.
Ve druhé polovině dvacátého století Jihotyrolská lidová strana spolupracovala s celostátní Křesťanskou demokracií. Od jejího zániku v devadesátých letech obvykle v parlamentních volbách kandiduje za Středolevicovou koalici. Po zemských volbách 2018, kdy nedosáhla na většinu ani se svým tradičním spojencem, Demokratickou stranou, však utvořila koalici s místní pobočkou Ligy severu.

## Volební výsledky

### Zemský sněm Jižního Tyrolska
| Volby | Hlasy   | Hlasy | Mandáty | Mandáty | Pozice |
| Volby | Abs.    | %     | Abs.    | ±       | Pozice |
| ----- | ------- | ----- | ------- | ------- | ------ |
| 1948  | 107 249 | 67.6  | 13/20   | ▲13     | ▲1.    |
| 1952  | 112 602 | 64.8  | 15/22   | ▲2      | ▬1.    |
| 1956  | 124 165 | 64.4  | 15/22   | ▬0      | ▬1.    |
| 1960  | 132 351 | 63.9  | 15/22   | ▬0      | ▬1.    |
| 1964  | 134 188 | 61.3  | 16/25   | ▼       | ▬1.    |
| 1968  | 137 982 | 60.7  | 16/25   | ▬0      | ▬1.    |
| 1973  | 132 186 | 56.4  | 20/34   | ▼       | ▬1.    |
| 1978  | 163 502 | 61.4  | 21/34   | ▲1      | ▬1.    |
| 1983  | 170 125 | 59.4  | 22/35   | ▲1      | ▬1.    |
| 1988  | 184 717 | 60.4  | 22/35   | ▬0      | ▬1.    |
| 1993  | 160 186 | 52.0  | 19/35   | ▼3      | ▬1.    |
| 1998  | 171 820 | 56.6  | 21/35   | ▲2      | ▬1.    |
| 2003  | 167 353 | 55.6  | 21/35   | ▬0      | ▬1.    |
| 2008  | 146 545 | 48.1  | 18/35   | ▼3      | ▬1.    |
| 2013  | 131 236 | 45.7  | 17/35   | ▼1      | ▬1.    |
| 2018  | 119 108 | 41.9  | 15/35   | ▼2      | ▬1.    |
| 2023  | 97 092  | 34.5  | 13/35   | ▼2      | ▬1.    |

### Poslanecká sněmovna
| Volby | Hlasy   | Hlasy | Mandáty | Mandáty |
| Volby | Abs.    | %     | Abs.    | ±       |
| ----- | ------- | ----- | ------- | ------- |
| 1948  | 124 243 | 0.5   | 3/574   | ▲3      |
| 1953  | 122 474 | 0.5   | 3/590   | ▬0      |
| 1958  | 135 491 | 0.5   | 3/596   | ▬0      |
| 1963  | 135 457 | 0.4   | 3/630   | ▬0      |
| 1968  | 152 991 | 0.5   | 3/630   | ▬0      |
| 1972  | 153 674 | 0.5   | 3/630   | ▬0      |
| 1976  | 184 375 | 0.5   | 3/630   | ▬0      |
| 1979  | 204 899 | 0.6   | 3/630   | ▬0      |
| 1983  | 184 940 | 0.5   | 3/630   | ▬0      |
| 1987  | 202 022 | 0.5   | 3/630   | ▬0      |
| 1992  | 198 447 | 0.5   | 3/630   | ▬0      |
| 1994  | 231 842 | 0.6   | 3/630   | ▬0      |
| 1996  | 156 708 | 0.4   | 3/630   | ▬0      |
| 2001  | 200 059 | 0.5   | 3/630   | ▬0      |
| 2006  | 182 704 | 0.5   | 3/630   | ▬0      |
| 2008  | 147 718 | 0.4   | 2/630   | ▼1      |
| 2013  | 146 804 | 0.4   | 4/630   | ▲2      |
| 2018  | 134 651 | 0.4   | 4/630   | ▬0      |
| 2022  | 117 010 | 0.4   | 3/400   | ▲       |

### Senát
| Volby | Hlasy   | Hlasy | Mandáty | Mandáty |
| Volby | Abs.    | %     | Abs.    | ±       |
| ----- | ------- | ----- | ------- | ------- |
| 1948  | 94 406  | 0.4   | 2/237   | ▲3      |
| 1953  | 107 139 | 0.4   | 2/237   | ▬0      |
| 1958  | 120 068 | 0.5   | 2/246   | ▬0      |
| 1963  | 112 023 | 0.4   | 2/315   | ▬0      |
| 1968  | 131 071 | 0.5   | 2/315   | ▬0      |
| 1972  | 113 452 | 0.4   | 2/315   | ▬0      |
| 1976  | 158 584 | 0.5   | 2/315   | ▬0      |
| 1979  | 172 582 | 0.6   | 2/315   | ▬0      |
| 1983  | 157 444 | 0.5   | 2/315   | ▬0      |
| 1987  | 171 539 | 0.5   | 2/315   | ▬0      |
| 1992  | 168 113 | 0.5   | 2/315   | ▬0      |
| 1994  | 217 137 | 0.7   | 3/315   | ▲1      |
| 1996  | 178 425 | 0.6   | 2/315   | ▼1      |
| 2001  | 126 177 | 0.4   | 3/315   | ▲1      |
| 2006  | 117 495 | 0.5   | 3/315   | ▬0      |
| 2008  | 98 948  | 0.4   | 3/315   | ▬0      |
| 2013  | 97 141  | 0.4   | 2/315   | ▼1      |
| 2018  | 128 282 | 0.4   | 3/315   | ▲1      |
| 2022  | 116 003 |       | 2/200   | ▲       |

### Evropský parlament
| Volby | Hlasy   | Hlasy | Mandáty | Mandáty |
| Volby | Abs.    | %     | Abs.    | ±       |
| ----- | ------- | ----- | ------- | ------- |
| 1979  | 196 373 | 0.6   | 1/81    | ▲1      |
| 1984  | 198 220 | 0.6   | 1/81    | ▬0      |
| 1989  | 172 383 | 0.5   | 1/81    | ▬0      |
| 1994  | 202 668 | 0.6   | 1/87    | ▬0      |
| 1999  | 156 005 | 0.5   | 1/78    | ▬0      |
| 2004  | 146 357 | 0.5   | 1/78    | ▬0      |
| 2009  | 143 509 | 0.5   | 1/72    | ▬0      |
| 2014  | 138 037 | 0.5   | 1/73    | ▬0      |
| 2019  | 142 185 | 0.5   | 1/76    | ▬0      |